# Kommissar Kluftinger

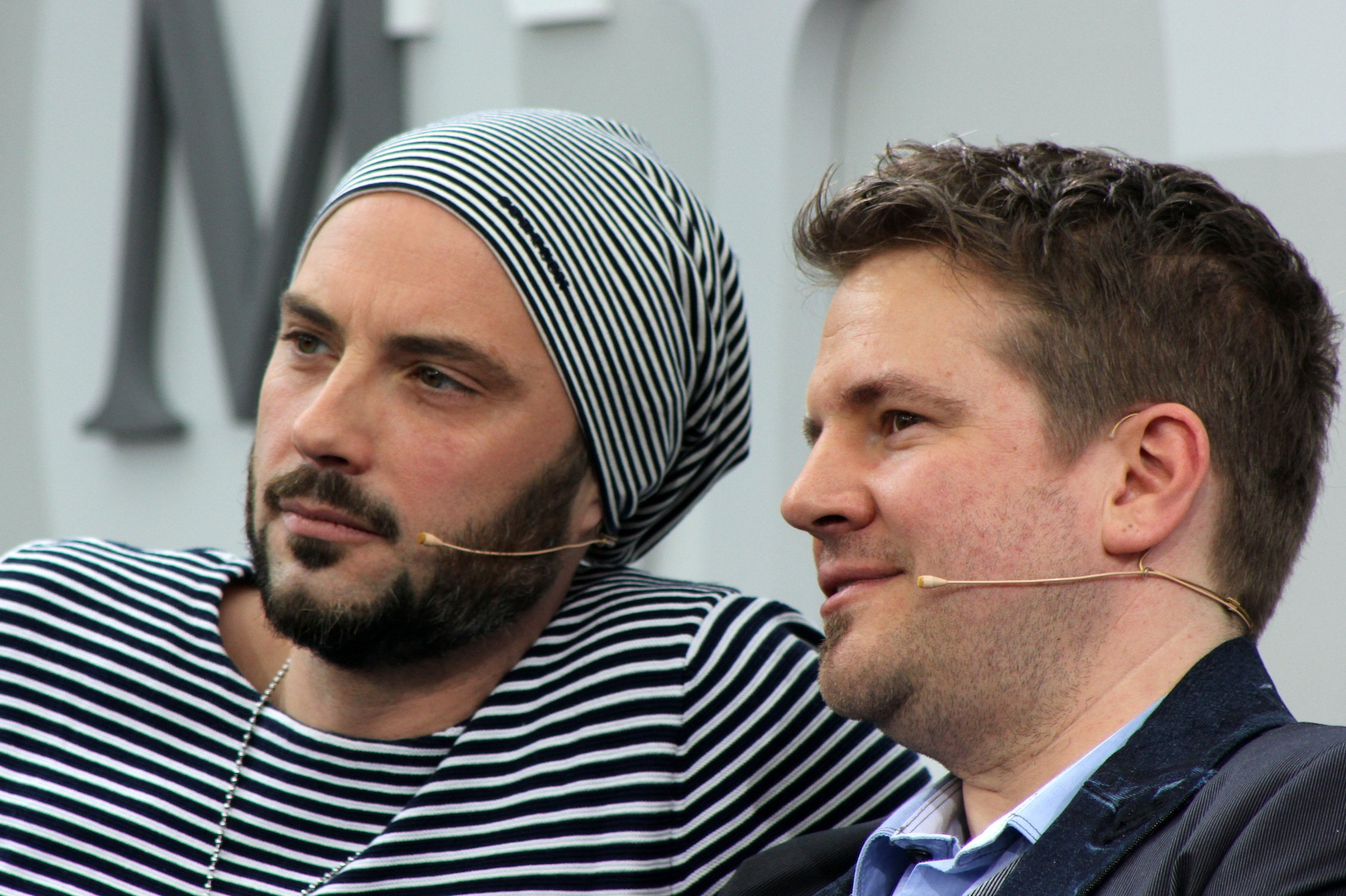
Volker Klüpfel und Michael Kobr auf der Leipziger Buchmesse 2013

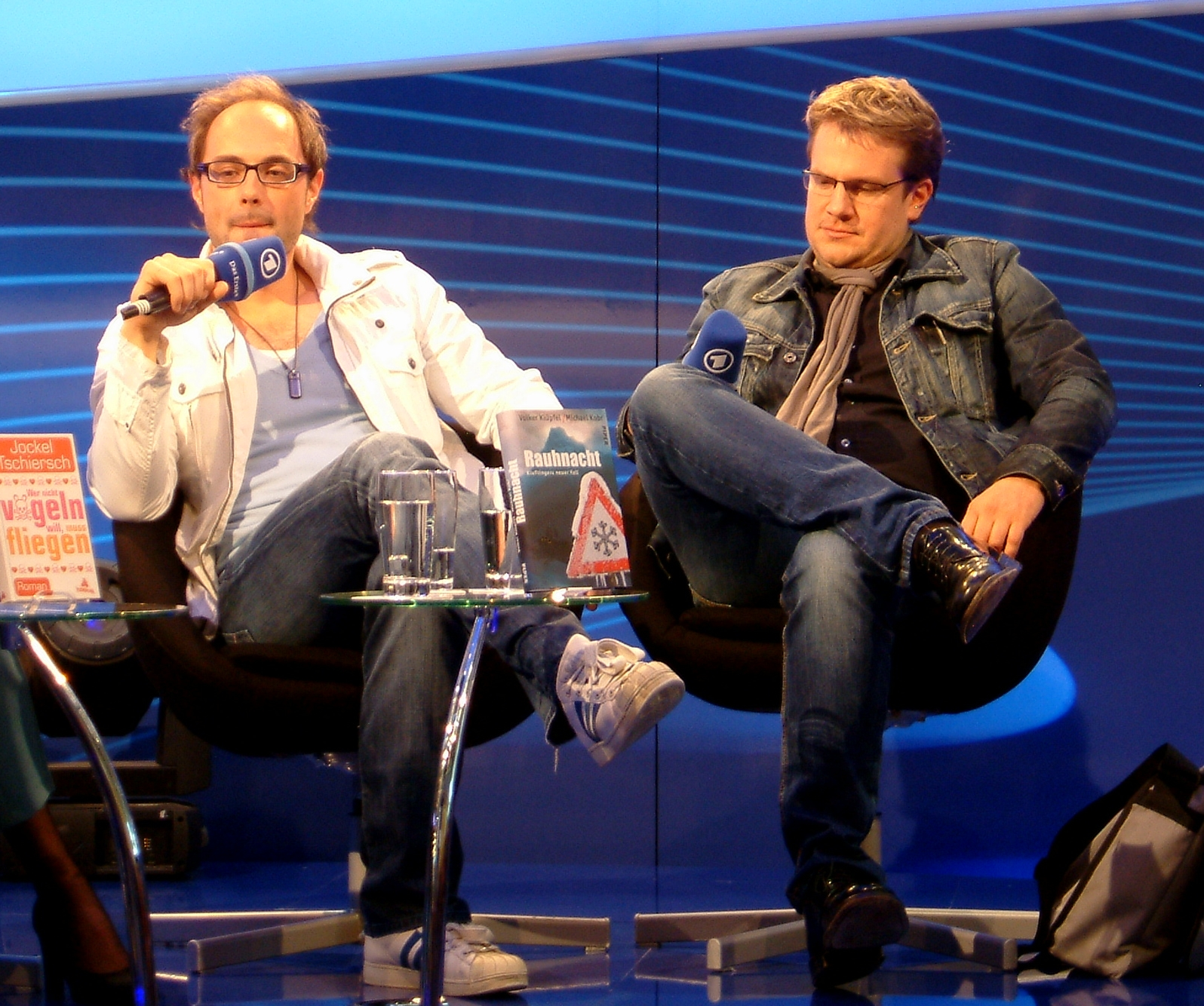
Michael Kobr (rechts) und Volker Klüpfel bei einem Interview auf der Frankfurter Buchmesse 2009

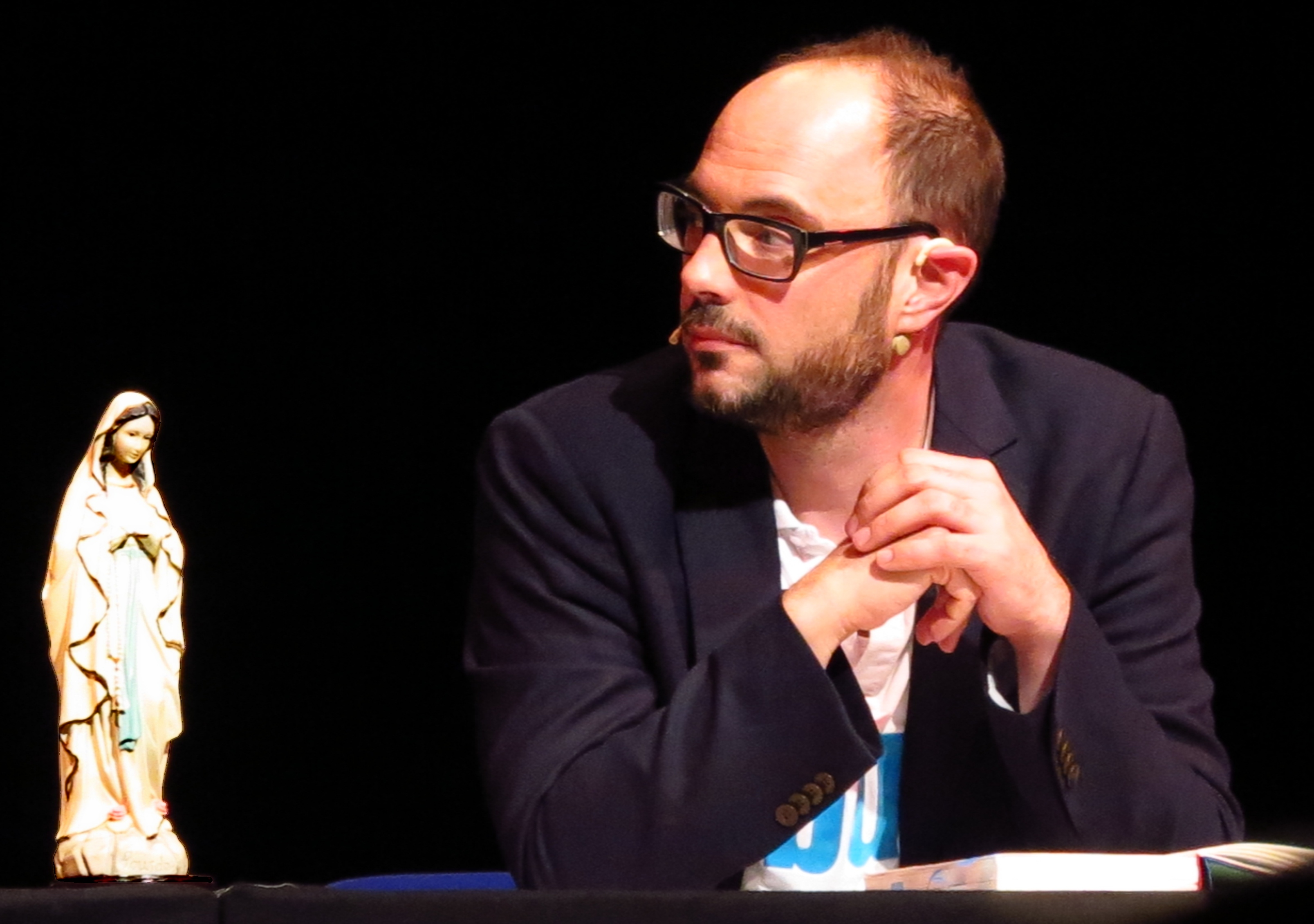
Volker Klüpfel mit Bühnenrequisit 2012

Kommissar Kluftinger ist die Hauptfigur einer Kriminalromanreihe der deutschen Schriftsteller Michael Kobr und Volker Klüpfel, auch bekannt als Allgäu-Krimis.
Bis zum sechsten Fall sind die Bücher im Münchner Piper-Verlag erschienen. Im Oktober 2011 wechselte das Autorenduo – seiner Lektorin Michaela Kenklies folgend – zum Verlag Droemer Knaur. Ab dem zehnten Kluftinger-Band (2018) erscheinen sie im Ullstein-Verlag.
Alle Romane erschienen zum Teil in gekürzter Form auch als Hörbuch, gelesen von den Autoren selbst. Fünf der Romane wurden bis 2018 für das Fernsehen verfilmt.

## Hauptfigur
Der Titelheld Adalbert Ignatius Kluftinger wohnt in Altusried im Allgäu. Er ist leitender Kriminalhauptkommissar sowie später auch Interimspolizeipräsident bei der Polizei in Kempten. Kluftinger ist glücklich mit Erika (geb. Nowotny) verheiratet und hat mit ihr einen Sohn namens Markus, der Psychologie studiert und später als Profiler arbeitet. Markus’ Freundin bzw. Ehefrau Yumiko, Miki genannt, stammt aus Japan, studiert aber wie Kluftinger junior in Erlangen und spricht akzentfrei Deutsch. Mit ihrem Vater Yoshifumi Sazuka, der in Japan lebt, freundet sich Kluftinger im Laufe der Zeit an, wobei er mit ihm nur in einer Mischung aus Deutsch und gebrochenem Englisch kommunizieren kann.

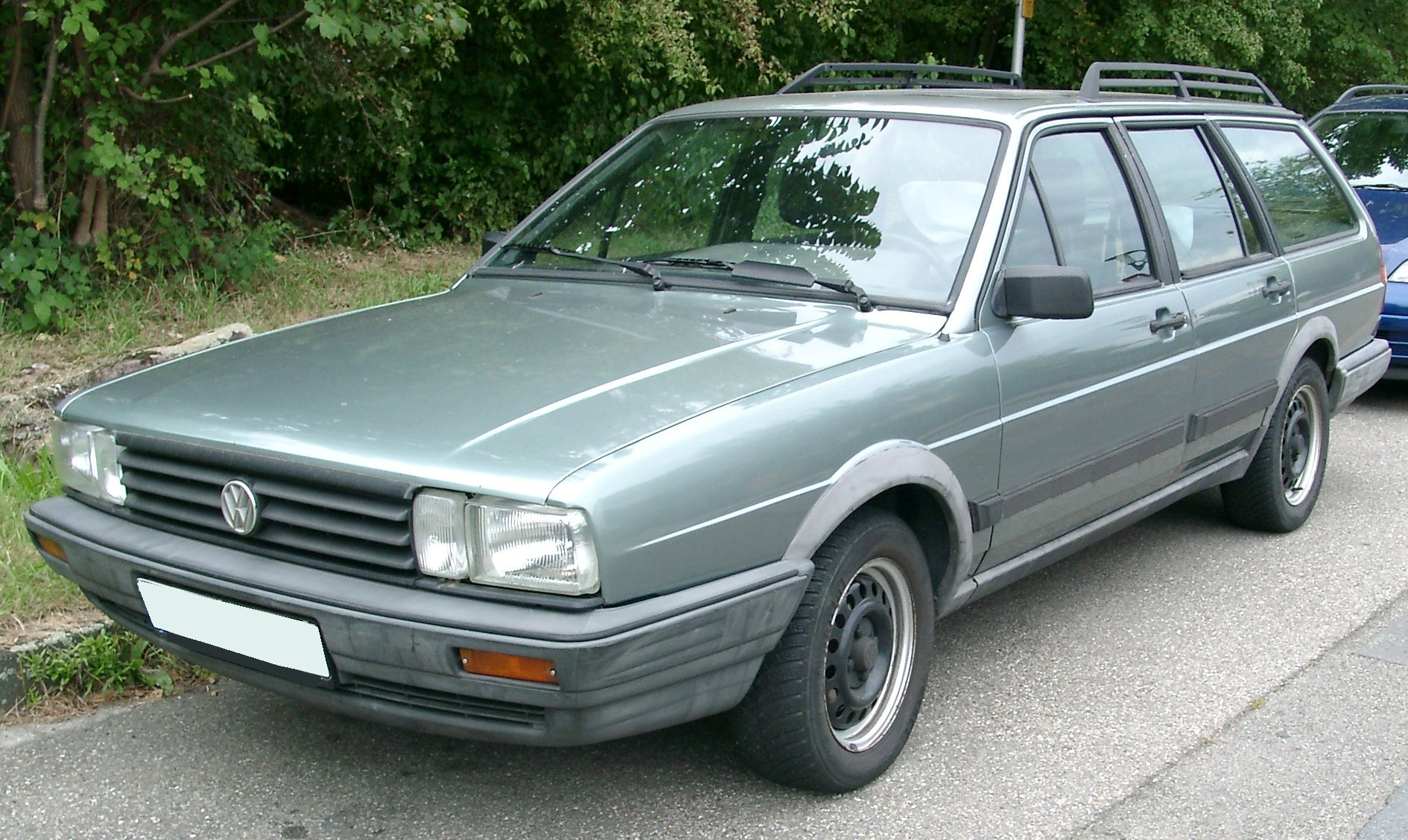
VW Passat

Kluftinger mag keine Leichen, er leidet unter Flugangst, tut sich mit Fremdsprachen schwer, hat weder für modische Accessoires noch für technische Neuerungen etwas übrig, fährt einen uralten grauen VW Passat Variant Diesel und liebt deftige Speisen wie Kässpatzen. Im örtlichen Musikverein spielt er die große Trommel, weil sich sonst niemand findet, der bereit wäre, dieses Instrument zu übernehmen.
Kluftingers Intimfeind ist der Arzt Dr. Martin Langhammer, der unglücklicherweise ebenfalls in Altusried wohnt. Dessen Gattin Annegret ist süffisanterweise mit Erika, Kluftingers Frau, eng befreundet. Für die Blamagen, die ihm Langhammer regelmäßig zufügt, rächt Kluftinger sich teils nur gedanklich, teils auch mit tatsächlich durchgeführten Racheaktionen.
Die Familien Kluftinger/Nowotny, Sazuka und Langhammer:
|                   |                   |                   |                   |                   |                   |  |  |                     |                     | Ignatius †          | Ignatius †          | Ignatius †          | Ignatius †          | Ignatius †          | Ignatius †          |                     |                     | Cilli †                               | Cilli †                               | Cilli †                               | Cilli †                               | Cilli †                               | Cilli †                               |                         |                         |                         |                         |                  |                  |                   |                   |                   |                   |                   |                   |                  |                  |                  |                  |               |               |                  |                  |                  |                  |                  |                  |                |                |                |                |               |               |               |               |
|                   |                   |                   |                   |                   |                   |  |  |                     |                     | Ignatius †          | Ignatius †          | Ignatius †          | Ignatius †          | Ignatius †          | Ignatius †          |                     |                     | Cilli †                               | Cilli †                               | Cilli †                               | Cilli †                               | Cilli †                               | Cilli †                               |                         |                         |                         |                         |                  |                  |                   |                   |                   |                   |                   |                   |                  |                  |                  |                  |               |               |                  |                  |                  |                  |                  |                  |                |                |                |                |               |               |               |               |
|                   |                   |                   |                   |                   |                   |  |  |                     |                     |                     |                     |                     |                     |                     |                     |                     |                     |                                       |                                       |                                       |                                       |                                       |                                       |                         |                         |                         |                         |                  |                  |                   |                   |                   |                   |                   |                   |                  |                  |                  |                  |               |               |                  |                  |                  |                  |                  |                  |                |                |                |                |               |               |               |               |
|                   |                   |                   |                   |                   |                   |  |  |                     |                     |                     |                     |                     |                     | „Vatter“ Kluftinger | „Vatter“ Kluftinger | „Vatter“ Kluftinger | „Vatter“ Kluftinger | „Vatter“ Kluftinger                   | „Vatter“ Kluftinger                   |                                       |                                       | Hedwig Maria Kluftinger               | Hedwig Maria Kluftinger               | Hedwig Maria Kluftinger | Hedwig Maria Kluftinger | Hedwig Maria Kluftinger | Hedwig Maria Kluftinger |                  |                  | Edeltraud Nowotny | Edeltraud Nowotny | Edeltraud Nowotny | Edeltraud Nowotny | Edeltraud Nowotny | Edeltraud Nowotny |                  |                  | Fritz Nowotny    | Fritz Nowotny    | Fritz Nowotny | Fritz Nowotny | Fritz Nowotny    | Fritz Nowotny    |                  |                  | Betsy Meuschen   | Betsy Meuschen   | Betsy Meuschen | Betsy Meuschen | Betsy Meuschen | Betsy Meuschen |               |               |               |               |
|                   |                   |                   |                   |                   |                   |  |  |                     |                     |                     |                     |                     |                     | „Vatter“ Kluftinger | „Vatter“ Kluftinger | „Vatter“ Kluftinger | „Vatter“ Kluftinger | „Vatter“ Kluftinger                   | „Vatter“ Kluftinger                   |                                       |                                       | Hedwig Maria Kluftinger               | Hedwig Maria Kluftinger               | Hedwig Maria Kluftinger | Hedwig Maria Kluftinger | Hedwig Maria Kluftinger | Hedwig Maria Kluftinger |                  |                  | Edeltraud Nowotny | Edeltraud Nowotny | Edeltraud Nowotny | Edeltraud Nowotny | Edeltraud Nowotny | Edeltraud Nowotny |                  |                  | Fritz Nowotny    | Fritz Nowotny    | Fritz Nowotny | Fritz Nowotny | Fritz Nowotny    | Fritz Nowotny    |                  |                  | Betsy Meuschen   | Betsy Meuschen   | Betsy Meuschen | Betsy Meuschen | Betsy Meuschen | Betsy Meuschen |               |               |               |               |
|                   |                   |                   |                   |                   |                   |  |  |                     |                     |                     |                     |                     |                     |                     |                     |                     |                     |                                       |                                       |                                       |                                       |                                       |                                       |                         |                         |                         |                         |                  |                  |                   |                   |                   |                   |                   |                   |                  |                  |                  |                  |               |               |                  |                  |                  |                  |                  |                  |                |                |                |                |               |               |               |               |
| Martin Langhammer | Martin Langhammer | Martin Langhammer | Martin Langhammer | Martin Langhammer | Martin Langhammer |  |  | Annegret Langhammer | Annegret Langhammer | Annegret Langhammer | Annegret Langhammer | Annegret Langhammer | Annegret Langhammer |                     |                     |                     |                     | Adalbert Ignatius Kluftinger (* 1959) | Adalbert Ignatius Kluftinger (* 1959) | Adalbert Ignatius Kluftinger (* 1959) | Adalbert Ignatius Kluftinger (* 1959) | Adalbert Ignatius Kluftinger (* 1959) | Adalbert Ignatius Kluftinger (* 1959) |                         |                         |                         |                         |                  |                  |                   |                   |                   |                   | Erika Kluftinger  | Erika Kluftinger  | Erika Kluftinger | Erika Kluftinger | Erika Kluftinger | Erika Kluftinger |               |               | Yoshifumi Sazuka | Yoshifumi Sazuka | Yoshifumi Sazuka | Yoshifumi Sazuka | Yoshifumi Sazuka | Yoshifumi Sazuka |                |                | Kanako Sazuka  | Kanako Sazuka  | Kanako Sazuka | Kanako Sazuka | Kanako Sazuka | Kanako Sazuka |
| Martin Langhammer | Martin Langhammer | Martin Langhammer | Martin Langhammer | Martin Langhammer | Martin Langhammer |  |  | Annegret Langhammer | Annegret Langhammer | Annegret Langhammer | Annegret Langhammer | Annegret Langhammer | Annegret Langhammer |                     |                     |                     |                     | Adalbert Ignatius Kluftinger (* 1959) | Adalbert Ignatius Kluftinger (* 1959) | Adalbert Ignatius Kluftinger (* 1959) | Adalbert Ignatius Kluftinger (* 1959) | Adalbert Ignatius Kluftinger (* 1959) | Adalbert Ignatius Kluftinger (* 1959) |                         |                         |                         |                         |                  |                  |                   |                   |                   |                   | Erika Kluftinger  | Erika Kluftinger  | Erika Kluftinger | Erika Kluftinger | Erika Kluftinger | Erika Kluftinger |               |               | Yoshifumi Sazuka | Yoshifumi Sazuka | Yoshifumi Sazuka | Yoshifumi Sazuka | Yoshifumi Sazuka | Yoshifumi Sazuka |                |                | Kanako Sazuka  | Kanako Sazuka  | Kanako Sazuka | Kanako Sazuka | Kanako Sazuka | Kanako Sazuka |
|                   |                   |                   |                   |                   |                   |  |  |                     |                     |                     |                     |                     |                     |                     |                     |                     |                     |                                       |                                       |                                       |                                       |                                       |                                       |                         |                         |                         |                         |                  |                  |                   |                   |                   |                   |                   |                   |                  |                  |                  |                  |               |               |                  |                  |                  |                  |                  |                  |                |                |                |                |               |               |               |               |
|                   |                   |                   |                   |                   |                   |  |  |                     |                     |                     |                     |                     |                     |                     |                     |                     |                     |                                       |                                       |                                       |                                       |                                       |                                       |                         |                         |                         |                         |                  |                  |                   |                   |                   |                   |                   |                   |                  |                  |                  |                  |               |               |                  |                  |                  |                  |                  |                  |                |                |                |                |               |               |               |               |
|                   |                   |                   |                   |                   |                   |  |  |                     |                     |                     |                     |                     |                     |                     |                     |                     |                     |                                       |                                       |                                       |                                       |                                       |                                       |                         |                         | Markus Alexander        | Markus Alexander        | Markus Alexander | Markus Alexander | Markus Alexander  | Markus Alexander  |                   |                   |                   |                   |                  |                  |                  |                  |               |               | Yumiko           | Yumiko           | Yumiko           | Yumiko           | Yumiko           | Yumiko           |                |                | Miyako         | Miyako         | Miyako        | Miyako        | Miyako        | Miyako        |
|                   |                   |                   |                   |                   |                   |  |  |                     |                     |                     |                     |                     |                     |                     |                     |                     |                     |                                       |                                       |                                       |                                       |                                       |                                       |                         |                         | Markus Alexander        | Markus Alexander        | Markus Alexander | Markus Alexander | Markus Alexander  | Markus Alexander  |                   |                   |                   |                   |                  |                  |                  |                  |               |               | Yumiko           | Yumiko           | Yumiko           | Yumiko           | Yumiko           | Yumiko           |                |                | Miyako         | Miyako         | Miyako        | Miyako        | Miyako        | Miyako        |
|                   |                   |                   |                   |                   |                   |  |  |                     |                     |                     |                     |                     |                     |                     |                     |                     |                     |                                       |                                       |                                       |                                       |                                       |                                       |                         |                         |                         |                         |                  |                  |                   |                   |                   |                   |                   |                   |                  |                  |                  |                  |               |               |                  |                  |                  |                  |                  |                  |                |                |                |                |               |               |               |               |
|                   |                   |                   |                   |                   |                   |  |  |                     |                     |                     |                     |                     |                     |                     |                     |                     |                     |                                       |                                       |                                       |                                       |                                       |                                       |                         |                         |                         |                         |                  |                  |                   |                   |                   |                   | Maxima            |                   |                  |                  |                  |                  |               |               |                  |                  |                  |                  |                  |                  |                |                |                |                |               |               |               |               |

An Kluftingers Seite ermitteln seine Kollegen Eugen Strobl (KHK, bis Band 10), Richard Maier (KHK, aus Leutkirch, ab Band 11 Kempten) und Roland Hefele (aus Roßhaupten). Maier ist, im Gegensatz zu seinem Vorgesetzten, speziell medientechnisch interessiert und fällt seinen Kollegen regelmäßig auf die Nerven. Lieber arbeitet Kluftinger mit Strobl oder Hefele zusammen, die ihm insgesamt ähnlicher sind. Vor allem zu Strobl hat er ein freundschaftliches Verhältnis. Außerdem gibt es den Erkennungsdienstler Willi Renn. Mit diesem versteht sich Kluftinger ebenfalls sehr gut, auch wenn es ihm vor dessen Sammlung makabrer Erinnerungsstücke an abgeschlossene Fälle graust. Häufig gibt es zwischen den beiden amüsante Frotzeleien.  Zu seinem beruflichen Umfeld gehört außerdem die Sekretärin Sandy Henske aus Dresden. Regelmäßig tritt in den Allgäu-Krimis auch Kluftingers Vorgesetzter Dietmar Lodenbacher auf, der durch stark niederbayerisch gefärbte Sprechweise, devote Haltung gegenüber Weisungsbefugten und selbstherrliches Auftreten vor Medienvertretern charakterisiert ist. Er wird später zum Ministerialrat befördert. Seine Nachfolgerin im Amt wird Birte Dombrowski, die nach der Katastrophe des zehnten Buches allerdings wieder von ihren Aufgaben entbunden wird. Ebenfalls zum elften Band wird die neue, junge Kollegin Luzia „Lucy“ Beer eingeführt, die Strobls Platz einnimmt und für eine neue Dynamik im Team des Kommissars sorgt.
Weitere Polizeibeamte, mit denen Kluftinger mehrfach zu tun hat, sind die Füssener Kripobeamtin Friedel Marx und die BKA-Beamtin Marlene Lahm (jeweils Bände 3 und 4) sowie der Österreicher Valentin Bydlinski (Bände 4 und 6). Andere wiederkehrende Personen sind der Memminger Pathologe Georg Böhm (ab Band 1), der aus Bremen stammende Altusrieder Bürgermeister Dieter Hösch (ab Band 1), Kluftingers Schulfreund Korbinian Frey (Bände 9 und 10), der Fotograf Rainer Leipert (Bände 7 und 13) und die Bibliothekarin Chiara Levoni (Bände 12 und 13).
Obwohl Kluftinger im alltäglichen Leben eher tollpatschig agiert, kein Fettnäpfchen auslässt und nicht nur von seiner Ehefrau, sondern auch von seinen betagten Eltern noch bemuttert wird, gelingt ihm dank seines scharfen Blickes, seines mitunter fotografischen Gedächtnisses und seiner Kombinationsfähigkeit doch regelmäßig die Auflösung des Falls, mit dem er sich befassen muss.
Ein Running Gag der Reihe war lange, dass Kluftingers Vorname nie direkt genannt wurde. Allerdings wurden immer wieder Hinweise eingestreut: So gibt Kluftinger im vierten Band Laienspiel preis, dass sein zweiter Vorname übersetzt „der Feurige“ (lat. Ignatius) bedeutet. Im darauffolgenden Band Rauhnacht erfährt der Leser außerdem, dass ein Name des Kommissars aus acht Buchstaben besteht. Außerdem erfährt man im dritten Band Seegrund, dass sein vollständiger Name sich mit den Initialen A. I. K. abkürzen lässt. Im Roman Grimmbart stellt sich heraus, dass der Vorname mit „Ad“ beginnt, was bei 8 Buchstaben z. B. Adolphus, Adrianos oder Adalbert sein könnte. Im Fall Himmelhorn bedenkt ihn sein alter Freund Korbinian Frey mit dem Spitznamen Bertele. Im 10. Band Kluftinger wird das Geheimnis schließlich gelüftet und sein Vorname Adalbert Ignatius genannt.
Ähnlich erfährt der Leser Geschlecht und Vornamen von Kluftingers am Ende von Band 9 geborenem Enkelkind erst bei dessen Taufe am Ende von Band 11. Der Vorname von Kluftingers Vater ist bisher ungenannt.

## Werke

### Band 1:Milchgeld(2003)
In Kommissar Kluftingers Heimatort Altusried wird ein Lebensmittelchemiker des örtlichen Milchwerks ermordet. Kluftinger entdeckt mit seinen eigenwilligen Ermittlungsmethoden hinter der Allgäuer „heilen Welt“ einen nur scheinbar verjährten Verrat, kriminelle Machenschaften sowie einen handfesten Skandal.
Es geht zunächst um den Mord an dem Lebensmitteltechniker. Später finden die Polizisten eine zweite Leiche, woraufhin sie schnell zum Mörder gelangen, der den Lebensmitteltechniker sowie das zweite Opfer getötet hat.

### Band 2:Erntedank(2004)
In einem Waldstück bei Kempten wird eine Leiche gefunden, auf deren Brust eine tote Krähe drapiert wurde. Kluftinger taucht während der Ermittlungen tief in die mystische Vergangenheit des Allgäus ein und trifft auf weitere rätselhafte Hinweise. Privat ist Kluftinger am Verzweifeln, da er gemeinsam mit seiner Frau wegen eines Wasserrohrbruchs beim ungeliebten Arzt Dr. Langhammer einquartiert wird.
Eine zentrale Rolle spielt die Allgäuer Sage des Ritters Kuno von Rappenscheuchen, da unter anderem am Ort seiner früheren Burg die erste Leiche gefunden wurde, außerdem die Sage der zwölf Knaben, nach der das zweite Opfer bestraft wurde, sowie die Sage des Dengelsteins, der im Wald zwischen Betzigau und Görisried liegt.

### Band 3:Seegrund(2006)
Am Ufer des Alatsees bei Füssen wird ein lebloser Taucher gefunden. Kluftinger deckt dessen Verbindung zu einer Gruppe ehemaliger Soldaten auf, die gegen Ende des Zweiten Weltkriegs mindestens zwei geheimnisvolle Kisten in dem See versenken mussten und sich damals schworen, den erhofften Schatz später zu heben.

### Band 4:Laienspiel(2008)
In Kluftingers Einsatzgebiet hat sich ein unbekannter Mann auf der Flucht vor der österreichischen Polizei erschossen. Er wurde verdächtigt, einen terroristischen Anschlag an noch unbekannter Stelle zu planen. Kluftinger muss mit den Kollegen aus Österreich und den Spezialisten des BKA zusammenarbeiten. Privat soll er mit dem Ehepaar Langhammer und seiner Frau Erika an einem Tanzkurs teilnehmen, obwohl er wegen der Generalproben für die Freilichtinszenierung von „Wilhelm Tell“ gar keine Zeit hat. In letzter Sekunde gelingt es den Polizisten, zwei Anschläge zu verhindern, davon einen in Altusried.

### Band 5:Rauhnacht(2009)
Im September 2009 erschien der fünfte Kluftinger-Band Rauhnacht. In einem eingeschneiten Luxushotel muss Kluftinger in der Tradition von Agatha Christies Hercule Poirot während der Rauhnächte einen Mordfall lösen. Unterstützung erhält er dabei von seinem ungeliebten Nachbarn Dr. Langhammer. „Rauhnacht“ stieg mit dem Verkaufsstart in den Spiegel-Bestsellerlisten auf Platz 1 ein. Am 8. Oktober 2010 wurde das Buch im Memminger Stadttheater vom Landestheater Schwaben als Theaterstück uraufgeführt.

### Band 6:Schutzpatron(2011)

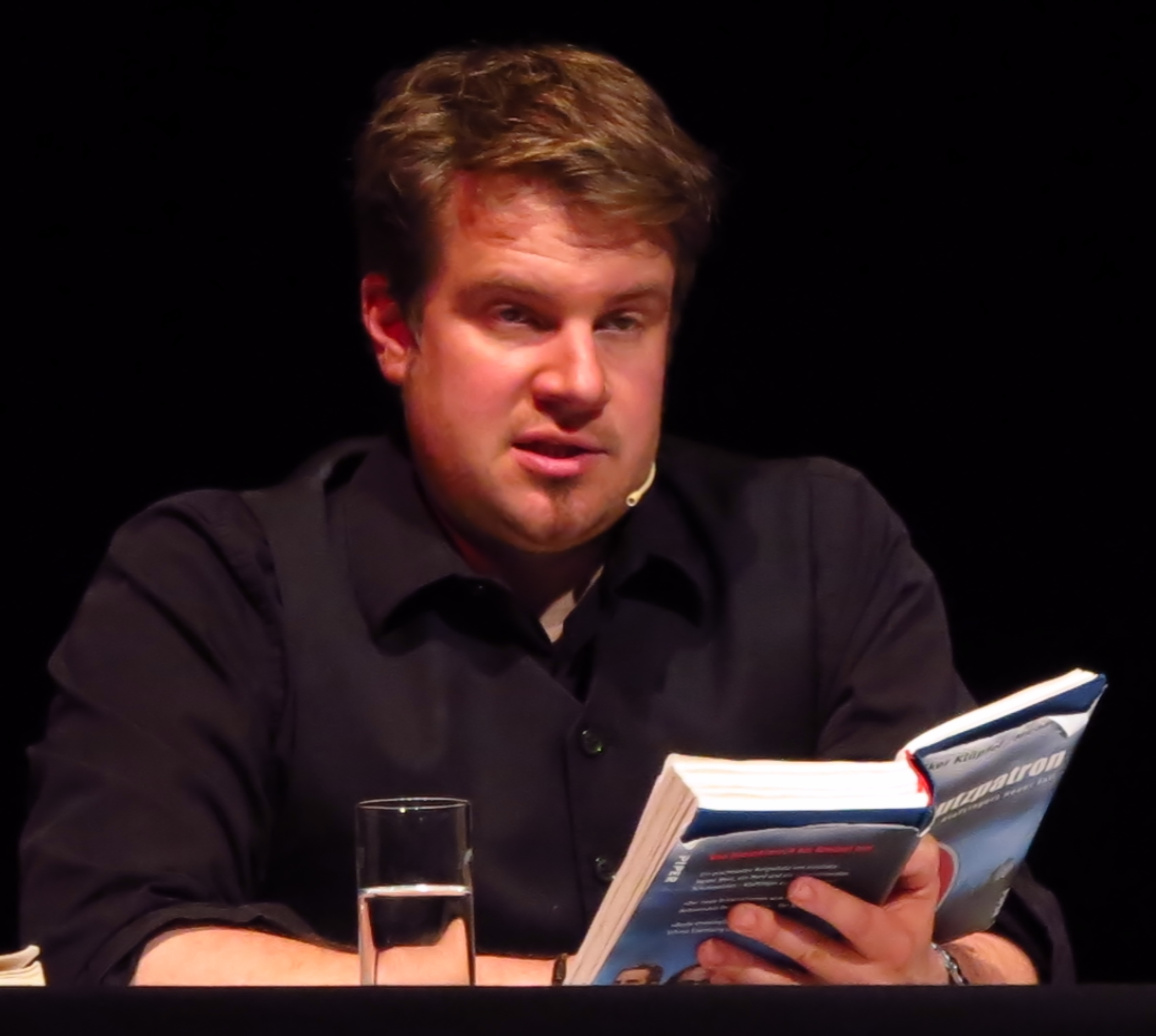
Michael Kobr liest aus Schutzpatron, 2012

Im Juni 2011 erschien der sechste Kluftinger-Fall mit dem Titel Schutzpatron. Nach einer weltweiten Ausstellungsreise kehrt der wertvolle Burgschatz mit der Reliquie des Heiligen Magnus nach Altusried zurück. Kluftingers jungdynamischer Kollege Richard „Richie“ Maier hat sich die Verantwortung für die Sicherheit der Exponate angeeignet. Kluftinger entdeckt den Mord an einer alten Frau und sieht Verbindungen zum geplanten Raub, in den auch Altgangster Rösler involviert ist. Zudem scheint Kluftingers Auto gestohlen worden zu sein, was er beschämt vor Ehefrau und Kollegen zu verbergen sucht. Die Story spielt mit Klischees, Eitelkeiten und Frotzeleien zwischen Allgäuern, Österreichern, Ober- und Niederbayern.

### Band 7:Herzblut(2013)
Im Februar 2013 erschien Kluftingers siebter Fall Herzblut. Darin erhält der Kommissar einen anonymen Anruf, bei dem er glaubt, Zeuge eines Mordes zu sein, und er kämpft mit beängstigenden gesundheitlichen Problemen.

### Band 8:Grimmbart(2014)
Im September 2014 erschien Kluftingers achter Fall Grimmbart. Die Frau des Barons im Schloss von Bad Grönenbach wird ermordet vorgefunden, und Kluftingers Sohn heiratet seine Freundin Yumiko. Für zusätzliche Aufregung sorgt, dass deren Eltern zur Hochzeit aus Japan anreisen.

### Theaterstück/Hörspiel:Wetterleuchten(2015/2020)
2020 wurde bei Hörbuch Hamburg das Hörspiel Wetterleuchten veröffentlicht. Neben den beiden Autoren Michael Kobr und Volker Klüpfel wirken unter anderem Thomas Loibl, Laura Maire und Stefan Wilkening bei der Produktion mit. Das Hörspiel basiert auf dem gleichnamigen, 2015 in Memmingen uraufgeführten Theaterstück. Produktionsorte waren Sakristei, Kirchenschiff und Glockenturm der Kirche St. Sylvester in München.

### Band 9:Himmelhorn(2016)
Ende September 2016 erschien der neunte Kluftinger-Krimi. Bei einem gemeinsamen Ausflug mit Dr. Langhammer am Himmelhorn nahe Oberstdorf stoßen die beiden auf drei Leichen von scheinbar verunglückten Bergsteigern. Zunächst sieht alles nach einem tragischen Sportunfall aus. Sein Sohn und die Schwiegertochter wohnen bei den Kluftingers. Markus bereitet sich auf sein Examen vor, während Yumiko hochschwanger der Entbindung entgegensieht.

### Band 10:Kluftinger(2018)
Im April 2018 erschien der zehnte Band der Reihe. Kommissar Kluftinger genießt sein neues Leben als Opa, bis auf dem Friedhof ein frisch aufgehäuftes Grab mit seinem Namen entdeckt wird. Eine weitere Todesdrohung führt ihn tief in seine Vergangenheit. In ausführlichen Rückblenden werden mehrere bedeutende Stationen seines Lebens behandelt. Eine führt zurück in die Gymnasialzeit des 17-jährigen Adalbert Ingnatius Kluftinger. Dass er von seinen Freunden gerne als Adi oder Nazi gehänselt wird, erklärt seine Abneigung gegenüber seinen Vornamen. Die Clique beschließt, ein Fahrzeug zu klauen, um damit zu einem Konzert der Les Humphries Singers nach München zu gelangen. Der Diebstahl misslingt und der Eigentümer des Fahrzeugs kommt dabei zu Tode. Weil dafür ein Unschuldiger angeklagt werden soll, sorgt der Sohn des Dorfpolizisten Kluftinger sen. für die Aufklärung des Tathergangs. Der wahre Täter Horst (Hotte) Klotz begeht in Untersuchungshaft Suizid, und die Clique zerbricht daran. Ein weiterer zeitlicher Rücksprung behandelt den ersten Tag nach Kluftingers Beförderung zum Hauptkommissar im Kemptner Bezirk. Seine erste Vernehmung, die er dort führt, ist die von Manfred (Manni) Klotz, dem Bruder des an Selbstmord gestorbenen Hotte Klotz. Eine dritte Rückblende behandelt den ersten Tag, an dem er eigenverantwortlich als Jungpolizist in seiner Heimatgemeinde Altusried Dienst tut. Es ist der erste Sonntag nach Aschermittwoch, der sogenannte Funkensonntag, an dem im Allgäu allerorten die Funkenfeuer brennen. In einem nicht angemeldeten Funkenfeuer verbrennt der Körper einer jungen Lehrerin, die im vorigen Herbst in der örtlichen Schule ihren Dienst begonnen hatte. Eine weitere Rückblende beschreibt die erste Begegnung der Familie Kluftinger senior mit Erika, der späteren Frau des Kommissars. Es handelt sich dabei um eine Einladung zum Essen von Kässpatzn, bei dem die junge Frau einem peinlichen Verhör durch die Eltern unterzogen wird. Am Volkstrauertag kommt es tatsächlich zu dem befürchteten Anschlag. Auf dem Altursrieder Friedhof wird Adalbert Kluftinger, in seiner Funktion als Paukist der Altusrieder Musikkapelle, angeschossen und sein Kollege Eugen Strobel tödlich verletzt. Eine wichtige Rolle in der Geschichte spielt der neuangeschaffte Ungarische Vizsla von Dr. Langhammer, der auf den Namen Wittgenstein – nach dem österreichischen Philosophen – hört. Was den Autoren erlaubt, einige Zitate des Denkers in ihr Werk einzuarbeiten, wie beispielsweise aus dem Tractatus logico-philosophicus von 1921: Der Tod ist kein Ereignis des Lebens. Den Tod erlebt man nicht. Stimmungsmäßig referiert das auch auf den herbstlichen Handlungszeitraums des Romans von Allerheiligen, Allerseelen, Buß- und Bettag, Volkstrauertag bis hin zum Totensonntag.

### Band 11:Funkenmord(2020)
Ende September 2020 erschien der elfte Band der Reihe unter den Bedingungen der Corona-Pandemie, weshalb die Vorstellung des Buches im Rahmen einer Online-Buchpremiere erfolgte. Es geht um einen lange zurückliegenden Mord an einer Lehrerin. Kluftinger brachte damals als Berufsanfänger einen Unschuldigen zu einem Geständnis. In der Funkenmordsache wird auf Kluftinger ein Anschlag verübt und in der Dienststelle gibt es Veränderungen. Kluftinger wird kommissarisch zum Polizeipräsident ernannt und eine junge, hochqualifizierte Kollegin tritt in das Ermittlerteam ein. Privat steht die Taufe des Enkelkindes bevor, während Ehefrau Erika von Dr. Langhammer aus gesundheitlichen Gründen von jeglicher Hausarbeit freigestellt ist.

### Sonderband:Morgen, Klufti, wird’s was geben(2021)
Im Herbst 2021 erschien ein als Weihnachtsgeschichte angelegter Sonderband der Kluftinger-Reihe. Das Buchcover zeigt einen bebrillten, rotgekleideten Weihnachtsmann, der in verschneiter Landschaft seinen Gabenrucksack öffnet und darin – offensichtlich verwundert – typische Osternestgeschenke vorfindet. Die Geschichte ist – analog zum Adventskalender – in 24 Katastrophen gegliedert und beinhaltet keine kriminalistische Rahmenhandlung. Die Erzählung beginnt wenige Tage vor dem Heiligen Abend mit dem Aufstellen und Schmücken des Christbaums und Erikas Sturz von der Leiter. Auf Dr. Langhammers dringenden Rat kommt sie zur Behandlung in die Klinik. Kluftinger muss nun die Festvorbereitungen alleine übernehmen. Sein Sohn Markus mit Frau Yomiko und Enkelkind sind für den Heiligen Abend angekündigt. Zudem muss er Markus’ japanischen Schwiegervater Yoshifumi Sazuka noch vom Bahnhof abholen. Zuvor allerdings wird die Christbaumelektrik zum Verschmoren gebracht und die Haussicherung notdürftig geflickt, was zu einem kompletten Stromausfall im Hause Kluftinger führt. Die herbeigerufenen Handwerkerfreunde stemmen die Wohnzimmerwand auf der Suche nach dem defekten Kabel auf. Nachdem Wand und Elektrik wieder notdürftig geflickt sind, muss das mit einigen Kisten Glühwein der französischen Partnergemeinde Lusignan aus dem Vorratskeller gefeiert werden, die eigentlich zum Verkauf auf dem Altusrieder Weihnachtsmarkt für wohltätige Zwecke bestimmt waren. Dabei geht der gesamte althergebrachte Christbaumschmuck zu Bruch; Kluftinger muss improvisieren und zusammen mit Yoshi alles wieder halbwegs ins Lot bringen. Zum Heiligen Abend darf Erika wieder aus dem Krankenhaus. Martin und Annegret Langhammer, Kluftingers Eltern, Sohn mit Ehefrau und Kind sowie eine chinesische Reisegruppe vervollständigen mit einer alten Schlager-CD die Festgesellschaft.

### Band 12:Affenhitze(2022)

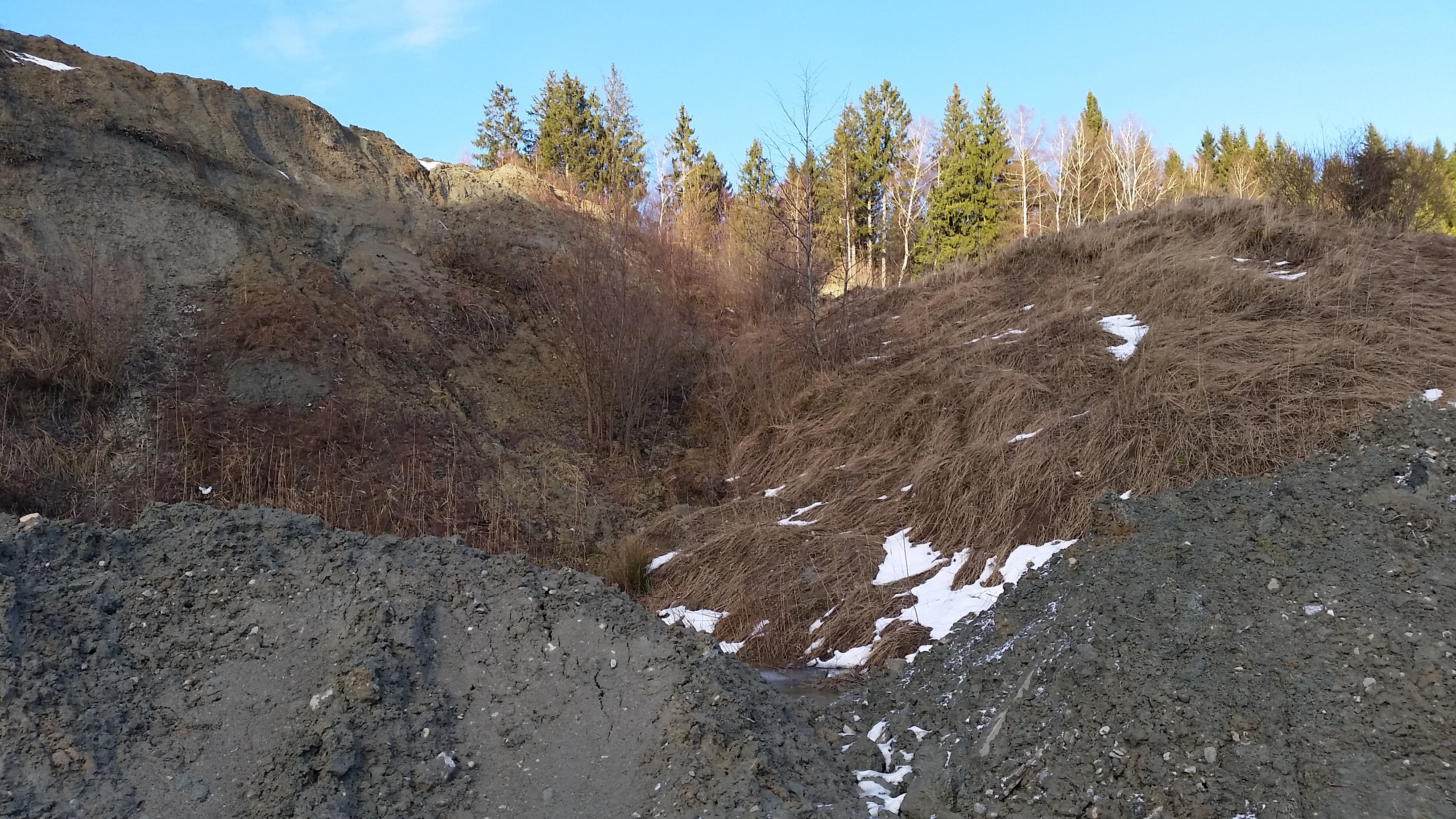
Affenhitze spielt in der Tongrube „Hammerschmiede“, bei Pforzen

Ende April 2022 erschien der zwölfte Band der Kluftingerreihe. Das Buchcover zeigt eine Ausgrabungsstelle mit einem angerosteten Spaten sowie Skelettteilen und einem auf dem Boden liegenden rot-weißen Maßstab. Im Hintergrund ist über einen Abhang ein Tannenwald mit einer darüber im Gegenlicht herunterbrennenden Sonne dargestellt. Diesmal müssen der Mord an einem Archäologieprofesser um die Ausgrabung des Danuvius aufgeklärt und für die Enkeltochter eine geeignete Tagesmutter gefunden werden.

### Band 13:Lückenbüßer(2024)
Ende September 2024 erschien der dreizehnte Band der Reihe. Bei einem von Kluftinger geleiteten Einsatz kommt ein Polizist ums Leben. Ist Kluftingers Planung hieran Schuld? Außerdem kandidieren Kluftinger und Langhammer für den Altusrieder Gemeinderat.

### Tabellarische Übersicht
| #   | Titel (Jahr)                                 | Grundmotiv                               | „kluftingereske“ Themen                                                                         | Orte                                       | Zeit                             |
| --- | -------------------------------------------- | ---------------------------------------- | ----------------------------------------------------------------------------------------------- | ------------------------------------------ | -------------------------------- |
| 1   | Milchgeld (2003)                             | Lebensmittelverfälschung                 | Weißlacker, Erika in Urlaub                                                                     | Altusried                                  | 3 Wochen im Sommer               |
| 2   | Erntedank (2004)                             | Allgäuer Sagen, Justizversagen           | Wasserrohrbruch, Quiz, Apfelmost, Erlebnisbad                                                   | Kloster Buxheim, Dengelstein               | 10 Tage im September/Oktober     |
| 3   | Seegrund (2006)                              | Überbleibsel von Luftwaffenversuchen     | Sushi-Restaurant, Kaufhaus, Musical, Skifahren                                                  | Alatsee                                    | 2 Wochen im Dezember             |
| 4   | Laienspiel (2008)                            | Terrorismus                              | Schuhkauf, Tanzschule, Grill                                                                    | Altusried                                  | 2 Wochen im Frühsommer (EM 2008) |
| 5   | Rauhnacht (2009)                             | Immobilienkredite                        | Langhammer als Assistent                                                                        | ein Alpenhotel                             | 3 Tage zum Jahreswechsel         |
| 6   | Schutzpatron (2011)                          | Kunstdiebstahl                           | Golfen, Flug                                                                                    | Wien, Altusried -Kalden, -Gschnaidt        | eine Woche im September          |
| 7   | Herzblut (2013)                              | Schicksalsschläge                        | ärztliche Untersuchung, Skype, Yoga, Jahrmarkt, Testament                                       | Kempten                                    | 10 Tage am Winterende            |
| 8   | Grimmbart (2014)                             | Märchen, Verstoßung als Kind             | Schießübung, Anzugkauf, Familie Sazuka, Hochzeit                                                | Schloss Bad Grönenbach, Kloster Ottobeuren | 10 Tage im Herbst                |
| 8A  | Wetterleuchten (2015 Theater, 2020 Hörspiel) | krankes Priesterkind                     | Klosterleben                                                                                    | ein Kloster (Ottobeuren?)                  | 3 Tage im September              |
| 9   | Himmelhorn (2016)                            | Bergsteigen, Familienfehde               | E-Bike, Kino, Aktienkauf, Seifenoper, Langhammer geht fremd                                     | Oytal                                      | 2 Wochen im Frühjahr             |
| 10  | Kluftinger (2018)                            | Rückblicke                               | Hund Wittgenstein, Gebrauchtwagenkauf, Mesner                                                   | Kochel am See, Altusried                   | 2 Wochen im November             |
| 11  | Funkenmord (2020)                            | „Cold Case“ des Mordes an einer Lehrerin | Waschmaschine, Tierheim, indischer Pfarrer, Real-Crime- Tourismus, Thermomix, Taufe             | Altusried-Opprechts, Kassel                | 2 Wochen im selben Herbst        |
| 11A | Morgen, Klufti, wird's was geben (2021)      | (kein Krimi)                             | Vorweihnachtszeit                                                                               | Altusried                                  | 24 Tage im Dezember              |
| 12  | Affenhitze (2022)                            | Paläontologie, Sektenwesen               | Ministerpräsident, Bücherei, Lodenbachers Neffe, Drohne, Kindermädchen, Sozialmedien, Flohmarkt | Tongrube bei Pforzen                       | 2 Wochen im Frühsommer           |
| 13  | Lückenbüßer (2024)                           | „Querdenker“                             | Pilzesammeln, Gemeinderat- Kandidatur, Ex-Bundesminister                                        | Ofterschwanger Horn, Sonthofen (Kaserne)   | 10 Tage im Frühherbst            |

## Reportagen
- Zwei Einzelzimmer, bitte! (2011) Im November 2011 erschien eine Reportage mit dem Untertitel Mit Kluftinger durch Deutschland über die Lesereisen der Autoren im deutschen Sprachraum.[16]
- In der Reihe bergheimat produzierte der BR 2012 eine 45-minütige TV-Dokumentation mit dem Titel Kobr, Klüpfel, Kluftinger und ihr Allgäu.[17][18]

## Verkaufszahlen
Bis 2009 hatten die ersten vier Bücher eine Auflage von 1,3 Millionen. Bis 2011 wurden die ersten fünf Bücher 2,6 Millionen Mal verkauft.
In der Berichterstattung vor Erscheinen des 7. Kluftinger-Bandes wurden eine Gesamtverkaufszahl aller Bände von mehr als 4,5 Millionen Exemplaren genannt.

## Kritiken
„Kommissar Kluftinger hat in seinen Kniebundhosen durchaus das Zeug zum Columbo von Altusried. Und schon deshalb sollte dieser Krimi auch über die Grenzen des Allgäus hinaus bekannt werden.“

„Spannend, mit scharfem, humorvollem Blick auf die Wirklichkeit. Die beiden Allgäuer Autoren erzählen mit Witz, Intelligenz und emotionaler Kraft.“

„In einem Krimi darf aber natürlich nicht nur gelacht werden, es muss auch spannend sein und ein bisschen unheimlich. Alles das gibt es bei Klüpfel und Kobr […] Seegrund bietet alles, was die Leser an Kluftinger mögen und hat dazu noch einiges an Überraschungen und Geheimnissen parat.“

## Auszeichnungen
- 2005: Bayerischer Kunstförderpreis Literatur für Erntedank
- 2008: Corine (Weltbild Leserpreis) für Laienspiel

## Filmadaptionen
Fünf Filme wurden nach den Kluftinger-Romanen für den Bayerischen Rundfunk im Rahmen der Heimatkrimi-Reihe produziert, jeweils mit Herbert Knaup in der Titelrolle. Die erste Verfilmung Erntedank verfügt noch über den Zusatz  Ein Allgäu-Krimi, während alle weiteren Folgen mit dem Zusatz Ein Kluftingerkrimi gekennzeichnet sind. Die Romane wurden in nicht-chronologischer Reihenfolge verfilmt.
Erntedank. Ein Allgäu-Krimi wurde erstmals am 26. September 2009 im Bayerischen Fernsehen ausgestrahlt. Volker Klüpfel, einer der beiden Autoren der Romanserie, trat in der Verfilmung als Gerichtsmediziner Böhm auf. Die Schlussszene wurde nicht, entsprechend der Romanvorlage, am Dengelstein bei Kempten (Allgäu) gedreht, sondern in der Teufelsküche bei Obergünzburg. Im Film wird der Ort als Dengelfelsen bezeichnet.
2010 gab es Meldungen, dass die Kluftingerkrimis ab 2012 innerhalb der Tatort-Reihe verfilmt werden sollten. Konkret handelte es sich um die Kluftinger-Fälle Milchgeld und Seegrund, deren Drehbücher sich zu diesem Zeitpunkt noch in der Entwicklung befanden. Diese Entscheidung wurde im Juni 2011 wieder verworfen.
Stattdessen strahlte Das Erste die Kluftingerkrimis als eigenständige Filmreihe aus. Die Verfilmung Milchgeld. Ein Kluftingerkrimi erreichte am 26. April 2012 bei der Erstausstrahlung 4,44 Millionen Zuschauer. Am 28. November 2013 zeigte Das Erste die dritte Verfilmung Seegrund. Ein Kluftingerkrimi. In Milchgeld wurden die Kommissariatsszenen vor und im ehemaligen Memminger LEW-Gebäude (Schweizerberg 17) gedreht, das anschließend abgerissen und durch einen Hotel-Neubau ersetzt wurde.
Am 24. November und 1. Dezember 2016 wurden die Verfilmungen Herzblut. Ein Kluftingerkrimi und Schutzpatron. Ein Kluftingerkrimi in Das Erste ausgestrahlt. Die Dreharbeiten hatten von Oktober bis Dezember 2015 in Memmingen und Umgebung stattgefunden. Die ehemalige Realschule in der Buxacher Straße diente als Polizeipräsidium.
Bei den ersten drei Verfilmungen (Erntedank, Milchgeld, Seegrund) führte Rainer Kaufmann Regie, bei den folgenden beiden Teilen (Herzblut, Schutzpatron) Lars Montag.
Im Jahr 2018 gab die ARD bekannt, dass aufgrund sinkender Zuschauerzahlen keine Fortführung der Kluftinger-Reihe geplant ist.

## Theateradaptionen
Im Oktober 2010 brachte das Landestheater Schwaben in Memmingen den Kluftinger-Fall Rauhnacht auf die Bühne.

## Kluftinger-Tourismus
Die Stadt Füssen bietet alle 14 Tage eine „Kluftiführung“ zum Alatsee, der in Seegrund eine wichtige Rolle spielt, an. Ebenso gibt es in Kempten und Altusried „Kluftiführungen“. 2010 erschien mit dem Titel Unter Brüdern und mit der Genehmigung der Autoren Kobr und Klüpfel der erste Geocaching-Fall.

## Trivia
- In Jörg Kroschels Polit-Thriller Welcome to Hell, der auf dem G20-Gipfel im Juli 2017 in Hamburg spielt, hat Kommissar Kluftinger einen Gastauftritt.[38]

- Kommissar Jennerwein trifft Kluftinger zufällig auf einem Bahnhof in Jörg Maurers 10. Jennerwein-Roman Am Abgrund lässt man gern den Vortritt. Im Laufe des Romans wird Kluftinger immer mal wieder erwähnt und letztendlich erinnert sich Hubertus Jennerwein an sein Vorstellungsgespräch bei Kluftinger an dessen ersten Arbeitstag als Hauptkommissar in Kempten. Im Kluftinger-Roman Kluftinger tritt dann im Gegenzug Kommissar Jennerwein auf.[39]

- Im Jahr 2010 erschien im Verlag HUCH! & friends das Brettspiel Saustall: Kommissar Kluftingers schwierigster Fall von Michael Rieneck. In dem Spiel für 2–4 Personen ab 10 Jahren schlüpfen die Spieler in die Rolle des Kommissars Kluftinger und führen die Ermittlungen in einem Mordfall.[40] Im Jahr 2012 folgte Jagdrevier von Sybille und Wolfgang Dirscherl für 2–5 Personen ab 8 Jahren.[41] Während Jagdrevier ein Deduktionsspiel ähnlich Cluedo ist, wird bei Saustall der Täter erst im Lauf des Spiels bestimmt.

- Kleine Widersprüchlichkeiten:
  - Zu Beginn von Band 1 wird der Tag der Beerdigung von Erikas Mutter erwähnt (als einer von nur zwei Montagen, an denen Erika keine Kässpatzen kochte); in Band 8 kommt ihre Mutter Edeltraut jedoch zur Hochzeit von Markus.[42]
  - In Band 2 heißt es, ein Polizeirat bzw. Oberkommissar Reitemann sei Kluftingers Vorgänger im Amt des Leiters des K1 gewesen; in Band 10 ist das 1998 KHK Hermann Hefele, Rolands Onkel.
  - Am Anfang von Band 6 wird Sandy Henske nach 13 Dienstjahren auf Lebenszeit verbeamtet; in Band 10 wird sie von Strobl als Verwaltungsangestellte bezeichnet.
  - In Band 2 heißt es, dass Kluftinger dem Pilzesammeln nicht viel abgewinnen kann; in Band 13 wird er als passionierter Pilzesammler dargestellt.